# Londynek.net
Londynek.net – polskojęzyczny portal internetowy, stanowiący własność JD Blayer Ltd. z siedzibą w Londynie. Dostępny w dwóch wersjach językowych: polskiej i angielskiej. 

## Charakterystyka
Portal powstał w 2002 roku. Od początku przygotowywany jest głównie z myślą o Polakach mieszkających w Wielkiej Brytanii oraz Irlandii. Po polskiej akcesji do Unii Europejskiej w 2004 roku oraz fali emigracji na Wyspy Brytyjskie, Londynek.net stał się popularnym źródłem informacji o życiu w Wielkiej Brytanii dla Polaków, którzy przeprowadzili się do Wielkiej Brytanii lub planują taką przeprowadzkę.
Portal często pełni rolę głosu Polaków na Wyspach, wypowiadając się dla polskich, brytyjskich i zagranicznych mediów.

## Struktura
Portal podzielony jest na następujące działy:
Wiadomości – bieżące informacje z Polski, Wielkiej Brytanii, Irlandii oraz ze świata.
Sport – osobny dział, wprowadzony w 2013 roku.
Lajt – krótkie artykuły z kategorii lifestyle, kuchnia, życie gwiazd, ciekawostki.
Czytelnia – zbiór artykułów, najczęściej o charakterze publicystycznym, tworzonych przez autorów zewnętrznych (freelancerów) oraz samą redakcję.
Poradnik Polaka w UK – stanowi źródło informacji i porad na temat wszelkich aspektów życia w Wielkiej Brytanii.
Wydarzenia – baza zapowiedzi różnego rodzaju wydarzeń polonijnych na Wyspach Brytyjskich (imprezy kulturalne m.in. koncerty, wystawy, spektakle; imprezy sportowe, społeczne, konferencje, warsztaty, seminaria).
Ogłoszenia – portal posiada największą bazę ogłoszeń na rynku polonijnych mediów w UK (liczba miesięcznie dodawanych ogłoszeń: w dziale Nieruchomości – 2148, w dziale Praca – Oferty– 1800; dane za marzec 2017) z następującymi kategoriami: Nieruchomości, Praca – Oferty, Praca – Profile, Kupię-Sprzedam, Usługi, Towarzyskie, Motoryzacja.
Forum – miejsce wymiany poglądów użytkowników serwisu.

## Oglądalność
Londynek.net jest 2334. najczęściej otwieraną stroną internetową w Wielkiej Brytanii oraz 3112. w Polsce (stan na 23 maja 2017)
Według Google Statistics, w ciągu miesiąca strona odsłaniana jest ok. 10 mln razy (stan na I kwartał 2017). Rośnie liczba unikalnych użytkowników – w styczniu 2017 roku było to ponad 650 000 unikalnych adresów IP.
Według badania sondażowego, wykonanego wśród polskich obywateli zamieszkałych w Wielkiej Brytanii i Irlandii we wrześniu 2007 roku, Londynek.net jest najbardziej popularną stroną internetową. Odwiedza ją 43% badanych. Natomiast gdy zawęzimy grupę respondentów do osób mieszkających w Londynie i okolicach, odsetek ten rośnie do 76%.